# Linh dương hoàng gia
Linh dương hoàng gia (danh pháp hai phần: Neotragus pygmaeus) là một loài động vật có vú trong họ Bovidae, bộ Artiodactyla. Loài này được Linnaeus mô tả năm 1758. Loài này sinh sống ở Tây Phi, cao chỉ 25–30 cm ở vai và cân nặng chỉ 3,2–3,6 kg (9–10 lb) — là loài linh dương nhỏ nhất. Con mới đẻ nhỏ đến mức có thể nằm trong bàn tay người trung bình. Nó có màu nâu sáng, dưới bụng nhạt hơn và đầu và sườn hơi tối hơn. Chúng có sừng dài 2,5 cm. Chúng sinh sống trong rừng rậm ở tây châu Phi, ăn lá và quả ở tầng dưới. Chúng sinh hoạt về đêm và rất nhút nhát.